# Arrondissements de Kyoto

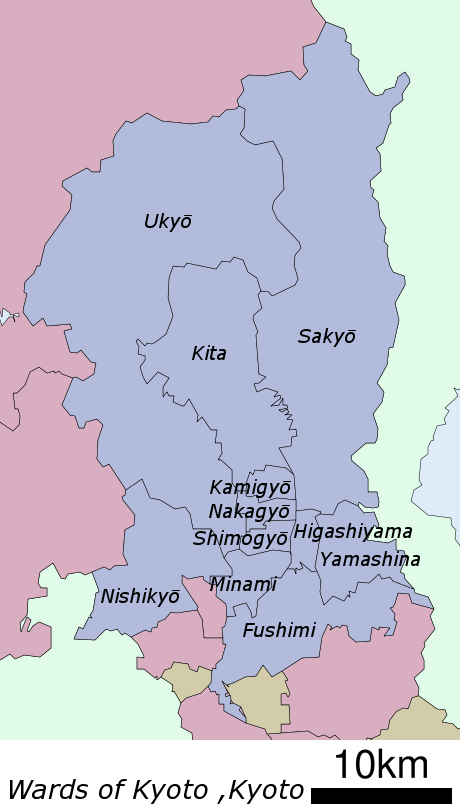
Arrondissements de Kyoto

La ville de Kyoto dans la préfecture de Kyoto au Japon, est disposée en onze arrondissements.
| Nom            | Japonais | Superficie (km²) | Établissement                                     | Code   |
| -------------- | -------- | ---------------- | ------------------------------------------------- | ------ |
| Fushimi-ku     | 伏見区   | 61.62            | 1931 (par fusion des municipalités environnantes) | 261092 |
| Higashiyama-ku | 東山区   | 7.46             | 1921 (séparé de Kamigyō)                          | 261050 |
| Kamigyō-ku     | 上京区   | 7.11             | 1879 (l'un de deux arrondissements originaux)     | 261025 |
| Kita-ku        | 北区     | 94.92            | 1955 (séparé de Kamigyō)                          | 261017 |
| Minami-ku      | 南区     | 15.78            | 1955 (séparé de Shimogyō)                         | 261076 |
| Nakagyō-ku     | 中京区   | 7.38             | 1929 (séparé de Kamigyō et Shimogyō)              | 261041 |
| Nishikyō-ku    | 西京区   | 59.20            | 1976 (séparé d'Ukyō)                              | 261114 |
| Sakyō-ku       | 左京区   | 246.88           | 1929 (séparé de Kamigyō)                          | 261033 |
| Shimogyō-ku    | 下京区   | 6.82             | 1879 (l'un de deux arrondissements originaux)     | 261068 |
| Ukyō-ku        | 右京区   | 291.95           | 1931 (par fusion des municipalités environnantes) | 261084 |
| Yamashina-ku   | 山科区   | 28.78            | 1976 (séparé de Higashiyama)                      | 261106 |

Contrairement aux 23 arrondissements de Tokyo, les arrondissements de Kyoto ne sont pas des municipalités séparées, ce ne sont que des divisions administratives municipale. Ensemble, elles forment la ville de Kyoto, sous un maire et un conseil municipal unique.